# Liste des monuments historiques de Guebwiller
Ce tableau présente la liste de tous les monuments historiques de Guebwiller (Haut-Rhin), classés ou inscrits.

## Monuments historiques
Selon la base Mérimée, il y a 14 monuments historiques à Guebwiller, inscrits ou classés.
| Monument                                                                                | Adresse                                     | Coordonnées                      | Notice         | Protection | Date      | Illustration                                                                           |
| --------------------------------------------------------------------------------------- | ------------------------------------------- | -------------------------------- | -------------- | ---------- | --------- | -------------------------------------------------------------------------------------- |
| Ancienne collégiale de Guebwiller église                                                | Place Jeanne-d'Arc                          | 47° 54′ 21″ nord, 7° 12′ 53″ est | « PA00085438 » | Classé     | 1841      | Ancienne collégiale de Guebwilleréglise                                                |
| Chapelle Notre-Dame-du-Sehring chapelle                                                 | Route de Colmar                             | 47° 54′ 18″ nord, 7° 13′ 31″ est | « PA00085763 » | Inscrit    | 1991      | Chapelle Notre-Dame-du-Sehringchapelle                                                 |
| Couvent des Dominicains - église - couvent                                              | Rue des Dominicains                         | 47° 54′ 29″ nord, 7° 12′ 51″ est | « PA00085439 » | Classé     | 1920 1976 | Couvent des Dominicains- église- couvent                                               |
| Église Saint-Léger église                                                               | Place Saint-Léger                           | 47° 54′ 42″ nord, 7° 12′ 33″ est | « PA00085440 » | Classé     | 1842      | Église Saint-Légeréglise                                                               |
| Hôtel du Grand-Doyenné façades, toitures                                                | 1, rue du 4-Février                         | 47° 54′ 21″ nord, 7° 12′ 55″ est | « PA00085441 » | Inscrit    | 1935      | Hôtel du Grand-Doyennéfaçades, toitures                                                |
| Hôtel de ville façades, toitures, oriel, tourelle d'escalier                            | 73, rue de la République                    | 47° 54′ 34″ nord, 7° 12′ 39″ est | « PA00085442 » | Classé     | 1975      | Hôtel de villefaçades, toitures, oriel, tourelle d'escalier                            |
| Maison maison                                                                           | 2-4, rue des Blés                           | 47° 54′ 44″ nord, 7° 12′ 32″ est | « PA00085443 » | Inscrit    | 2011      | Maisonmaison                                                                           |
| Immeuble façade sur rue, toiture                                                        | 54, rue de la République                    | 47° 54′ 30″ nord, 7° 12′ 46″ est | « PA00085446 » | Inscrit    | 1975      | Immeublefaçade sur rue, toiture                                                        |
| Immeuble façade et toiture sur rue                                                      | 104, rue de la République                   | 47° 54′ 36″ nord, 7° 12′ 38″ est | « PA00085447 » | Inscrit    | 1975      | Immeublefaçade et toiture sur rue                                                      |
| Maison façades, toitures                                                                | 2, rue de Rathsamhausen                     | 47° 54′ 23″ nord, 7° 12′ 52″ est | « PA00085444 » | Inscrit    | 1935      | Maisonfaçades, toitures                                                                |
| Maison statue avec console sculptée                                                     | 45, rue de la République                    | 47° 54′ 30″ nord, 7° 12′ 45″ est | « PA00085445 » | Inscrit    | 1932      | Maisonstatue avec console sculptée                                                     |
| Parc de la Marseillaise monument, fabrique de jardin, kiosque, mur de clôture, fontaine | Rue Victor Hugo Avenue des Chasseurs-Alpins | 47° 54′ 15″ nord, 7° 12′ 58″ est | « PA68000061 » | Inscrit    | 2013      | Parc de la Marseillaisemonument, fabrique de jardin, kiosque, mur de clôture, fontaine |
| Puits Saint-Léger puits                                                                 | Place Saint-Léger                           | 47° 54′ 41″ nord, 7° 12′ 32″ est | « PA00085448 » | Inscrit    | 1932      | Puits Saint-Légerpuits                                                                 |
| Synagogue synagogue                                                                     | Rue de l'Ancien-Hôpital                     | 47° 54′ 31″ nord, 7° 12′ 39″ est | « PA00085449 » | Inscrit    | 1984      | Synagoguesynagogue                                                                     |

## Mobiliers historiques
Selon la base Palissy, il y a 30 objets monuments historiques à Guebwiller.
| Monument historique | Localisation                                       | Protection | Date de la protection | Référence            | Photo |
| --- | -------------------------------------------------- | ---------- | --------------------- | -------------------- | ----- |
| cloche | chapelle Notre-Dame du Sehring                     | classé     | 1976                  | Notice no PM68000079 |       |
| autel, retable, tableau : Saint-Roch | chapelle Notre-Dame du Sehring                     | classé     | 1976                  | Notice no PM68000078 |       |
| autel, retable, tableau : Saint-Dominique | chapelle Notre-Dame du Sehring                     | classé     | 1976                  | Notice no PM68000077 |       |
| tableau, cadre : Déploration | chapelle Notre-Dame du Sehring                     | classé     | 1976                  | Notice no PM68000076 |       |
| tableau, cadre : Apparition de la Vierge à Saint-Léger d'Autun | couvent de dominicains, actuellement hôpital civil | classé     | 1982                  | Notice no PM68000081 |       |
| croix d'autel : Christ en croix | couvent de dominicains, actuellement hôpital civil | classé     | 1976                  | Notice no PM68000080 |       |
| peintures murales : la Crucifixion, Martyre des apôtres (le), représentants des ordres médiévaux (les), Vision de Sainte-Catherine de Sienne, Saint-Osvald, Saint-Christophe       | couvent de dominicains, actuellement hôpital civil | classé     | 1920                  | Notice no PM68000075 |       |
| orgue de tribune | église paroissiale Notre-Dame                      | classé     | 1976                  | Notice no PM68000882 |       |
| orgue de tribune : partie instrumentale de l'orgue | église paroissiale Notre-Dame                      | classé     | 1990                  | Notice no PM68000099 |       |
| tableau : la Rencontre d'Abraham et de Melchisédech | église paroissiale Notre-Dame                      | classé     | 1980                  | Notice no PM68000094 |       |
| tableau : la vocation de Saint-Dominique | église paroissiale Notre-Dame                      | classé     | 1980                  | Notice no PM68000093 |       |
| tableau : Onction de la pierre par Jacob | église paroissiale Notre-Dame                      | classé     | 1980                  | Notice no PM68000092 |       |
| tableau : le Sacrifice d'Isaac | église paroissiale Notre-Dame                      | classé     | 1980                  | Notice no PM68000091 |       |
| tableau : oblation d'Abel | église paroissiale Notre-Dame                      | classé     | 1980                  | Notice no PM68000090 |       |
| tableau : intrusion du roi Childéric d'Austrasie dans le baptistère où Saint-Léger baptiste Clovis                                                                                 | église paroissiale Notre-Dame                      | classé     | 1980                  | Notice no PM68000089 |       |
| chaire à prêcher | église paroissiale Notre-Dame                      | classé     | 1980                  | Notice no PM68000088 |       |
| clôture de chœur, stalles | église paroissiale Notre-Dame                      | classé     | 1980                  | Notice no PM68000087 |       |
| autel, retable, 2 tableaux : Apparition de Saint-Valentin, Éducation de la Vierge, de Saint-Valentin                                                                               | église paroissiale Notre-Dame                      | classé     | 1980                  | Notice no PM68000086 |       |
| autel, du Sacré-Cœur | église paroissiale Notre-Dame                      | classé     | 1980                  | Notice no PM68000085 |       |
| autel, de la Déploration | église paroissiale Notre-Dame                      | classé     | 1980                  | Notice no PM68000084 |       |
| autel, tabernacle, retable, 2 tableaux, 2 statues : Martyre de Saint-Sébastien, Vierge à l'Enfant, deux anges adorateurs, de Saint-Sébastien                                       | église paroissiale Notre-Dame                      | classé     | 1980                  | Notice no PM68000083 |       |
| autel, 2 statues, 2 chandeliers (maître-autel) : anges adorateurs | église paroissiale Notre-Dame                      | classé     | 1980                  | Notice no PM68000082 |       |
| ciboire | église paroissiale Notre-Dame                      | classé     | 1976                  | Notice no PM68000074 |       |
| calice, patène | église paroissiale Notre-Dame                      | classé     | 1976                  | Notice no PM68000073 |       |
| orgue de tribune : buffet d'orgue | église paroissiale Notre-Dame                      | classé     | 1976                  | Notice no PM68000072 |       |
| autel, gradins, tabernacle, croix, statue, chandelier (maître-autel) | église paroissiale Saint-Léger                     | classé     | 1979                  | Notice no PM68000645 |       |
| monument sépulcral, de Johann Georg Henner et de sa femme Margaretha Bihner | église paroissiale Saint-Léger                     | classé     | 1979                  | Notice no PM68000098 |       |
| monument sépulcral, de Franz Joseph Stoll et de son épouse Rosa Sitterlin | église paroissiale Saint-Léger                     | classé     | 1979                  | Notice no PM68000097 |       |
| croix : Christ en croix | église paroissiale Saint-Léger                     | classé     | 1979                  | Notice no PM68000096 |       |
| lambris de revêtement, stalles (16), peintures (6) : Saint-Benoît de Nursie, Saint-Grégoire le Grand, Saint-Augustin ou Saint-Ambroise de Milan, Saint-Paul de Tarse, David, Moïse | église paroissiale Saint-Léger                     | classé     | 1979                  | Notice no PM68000095 |       |